# Resolutie 644 Veiligheidsraad Verenigde Naties
Resolutie 644 van de Veiligheidsraad van de Verenigde Naties werd unaniem aangenomen op 7 november 1989. Met de resolutie werd de ONUCA-waarnemingsmissie in Centraal-Amerika opgericht.

## Achtergrond
Begin jaren 1980 waren de landen Nicaragua, Honduras en ook El Salvador in conflict met elkaar. In Nicaragua voerden allerlei groeperingen een gewapende strijd tegen de overheid. Die groeperingen werden heimelijk gesteund door de Verenigde Staten. Die laatsten gingen ook een overeenkomst aan met Honduras tegen communistische bewegingen in Nicaragua en El-Salvador.
Colombia, Mexico, Panama en Venezuela lanceerden toen de Contadora-groep, een initiatief om de conflicten in Centraal-Amerika te bezweren. Begin 1989 tekenden vijf Centraal-Amerikaanse presidenten, die van Costa Rica, El Salvador, Guatemala, Honduras en Nicaragua een overeenkomst waarin ze democratisering, een staakt-het-vuren en vrije verkiezingen beloofden.
Ze vroegen ook een waarnemingsmacht aan de Verenigde Naties om toe te zien op de uitvoering van de overeenkomst. Die macht, ONUCA, controleerde of de steun aan rebellengroepen was opgedroogd en of de landen nog toelieten dat vanuit hun grondgebied andere landen werden aangevallen. ONUCA bleef actief tot januari 1992.

## Inhoud
De Veiligheidsraad:
1. herinnert aan resolutie 637;
2. keurt het rapport van secretaris-generaal Javier Pérez de Cuéllar goed;
3. besluit onmiddellijk om een VN-waarnemersgroep op te richten in Centraal-Amerika, en vraagt de secretaris-generaal om op de kosten daarvan te letten gezien de steeds grotere vraag naar middelen ter handhaving van de vrede;
4. besluit ook dat de waarnemersgroep zes maanden zal bestaan;
5. vraagt de secretaris-generaal om de Veiligheidsraad op de hoogte te houden van verdere ontwikkelingen.

## Verwante resoluties
- Resolutie 562 Veiligheidsraad Verenigde Naties (1985)
- Resolutie 637 Veiligheidsraad Verenigde Naties
- Resolutie 650 Veiligheidsraad Verenigde Naties (1990)
- Resolutie 653 Veiligheidsraad Verenigde Naties (1990)

Lijst ·  627 ·  628 ·  629 ·  630 ·  631 ·  632 ·  633 ·  634 ·  635 ·  636 ·  637 ·  638 ·  639 ·  640 ·  641 ·  642 ·  643 ·  644 ·  645 ·  646